# Ferdinand Wurzer (Politiker)
Ferdinand Alexander Wilhelm Wurzer (* 26. September 1808 in Arnsberg; † 13. August 1875 in Hammerstein (am Rhein) bei Neuwied) war ein deutscher Arzt, Gutsbesitzer und Politiker.

## Leben
Ferdinand Wurzer wurde als Sohn des Koblenzer Landgerichtspräsidenten Josef Johann Nepomuk Maria Wurzer (* 1770; † 18. Juni 1860 in Niederhammerstein), dem Bruder von Ferdinand Wurzer (1765–1844), geboren. Die Mutter war Maria Bernhardue geborene Rive (* 1777 in Recklinghausen; † 5. November 1843 in Koblenz). Er besuchte die Gymnasien in Arnsberg (1820/1821) und Koblenz (1821–1826). Nach einem Konflikt mit dem Direktor musste er letzteres ohne Abschluss verlassen und legte nach einem Jahr Privatunterricht beim Pfarrer von Goßfelden seine Matura ab. Er studierte Medizin, ab 1827 an der Rheinischen Friedrich-Wilhelms-Universität Bonn und der Philipps-Universität Marburg. Während seines Studiums wurde er 1828 Mitglied der Burschenschaft Germania Bonn und 1829 der Alten Marburger Burschenschaft Germania. 1830 wurde er Mitglied des Corps Hassia Marburg. Er war Vertreter Marburgs auf dem Burschentag 1830 in Nürnberg. 1831 wurde er zum Dr. med. et chirurg. promoviert. In Bonn wurde er zu drei Tagen Karzer verurteilt, da er bei einem Duell sekundiert hatte. 1831/1832 leistete er seinen Militärdienst als  Einjährig-Freiwilliger bei der 8. Pionierabteilung in Koblenz. Nach einem Wechsel an die Friedrich-Wilhelms-Universität zu Berlin legte er dort 1834 sein Staatsexamen ab. Nach dem Studium war er als Arzt, Wundarzt und Geburtshelfer in Koblenz tätig. Aufgrund seiner Mitgliedschaft in der Burschenschaft wurde er am 22. März 1835 verhaftet (Eintrag Nr. 1839 im Schwarzen Buch der Frankfurter Zentralbehörde (1833–1838)), nach Berlin gebracht und angeklagt. Er gestand seine Mitgliedschaft, auch dass er in Bonn deren Waffenwart und in Marburg vier Wochen deren Sprecher war. Nach seiner Verurteilung zu sechs Jahren Festungshaft wurde er im Januar 1836 in die Festung Magdeburg gebracht. Er wurde am 22. April 1837 begnadigt und am 8. Mai 1837 entlassen. Wieder in Freiheit führte er seine Praxis in Koblenz weiter. Am 8. November 1837 heiratete er Eleonora Klara, Josefina Margaretha Staehler (* 9. April 1815 in Cunostein-Engers; † 8. Oktober 1895 in Niederhammerstein). Anfang der 1840er Jahre übersiedelte er mit seiner Praxis nach Hammerstein, wo seine Frau ein Anwesen besaß, das sie mit in die Ehe brachte. Am 1. Dezember 1850 wurde er zum Bürgermeister in Hammerstein gewählt.
1851/52 vertrat Wurzer als Abgeordneter den Wahlkreis Koblenz 1 im Preußischen Abgeordnetenhaus. Er gehörte keiner Fraktion an. 1851–1874 war er Mitglied des Provinziallandtags der Rheinprovinz. Er gehörte dem Verwaltungsrat der Provinzialhilfskasse der Rheinprovinz an.
1872 wurde er mit dem Kronen-Orden 4. Klasse mit dem roten Kreuz auf weißem Feld als Erinnerungsband ausgezeichnet.